# Wapen van Oudega (Smallingerland)

Wapen van Oudega

Het wapen van Oudega is het dorpswapen van het Nederlandse dorp Oudega, in de Friese gemeente Smallingerland. Het wapen werd in 1982 geregistreerd.

## Beschrijving
De blazoenering van het wapen in het Fries luidt als volgt:
trochsnien; 1. yn goud in griene befruchte ikebeam op in grûn fan itselde; 2. yn sulver in reade oansjende hartekop.
De Nederlandse vertaling luidt als volgt: 
doorsneden; 1. in goud een groene bevruchte eikenboom op een grond van hetzelfde; 2. in zilver een rode aanziende hertenkop.
De heraldische kleuren zijn: goud (goud), sinopel (groen), zilver (zilver) en keel (rood).

## Symboliek

Eikenboom: overgenomen uit het wapen van de familie Van Haermsa. Dit geslacht leverde meerdere grietmannen van Smallingerland en bewoonde de Groot Haersma State te Oudega. Het dorps was daarnaast tot 1798 hoofdplaats van de grietenij Smallingerland.
- Hertenkop: ontleend aan het wapen van Smallingerland.[2]